# رهاب الخيول
رهاب الخيول- أو رهاب الخيل، هو خوف نفسي من الخيول. ومصطلح "رهاب الخيول" مشتق من الكلمة اليونانية φόβος) phóbos)
والتي تعني " الخوف " والكلمة اللاتينية equus ، والتي تعني " الحصان ". ومصطلح "رهاب الخيل" مشتق أيضًا من الكلمة اليونانية phóbos مع البادئة المشتقة من الكلمة اليونانية التي تعني الحصان، ἵππος ( híppos ). والمصابون برهاب الخيول، قد يخافون أيضًا من الحيوانات الأخرى ذات الحوافر، مثل: البغال والحمير.
وأفضل مثال على هذا النوع من الرهاب، يمكن أن نجده في الدراسة التحليلية النفسية التي أجراها فرويد عن الطفل هانز.

## الأعراض
الشخص الذي يعاني من رهاب الخيول، يمكن أن تظهر عليه مجموعة من الأعراض عندما يفكر في حصان، أو يكون بالقرب منه جسديًا، متمثلة في:
- الشعور بالرعب.
- القلق (حتى لو كان الحصان ودودًا وهادئًا).

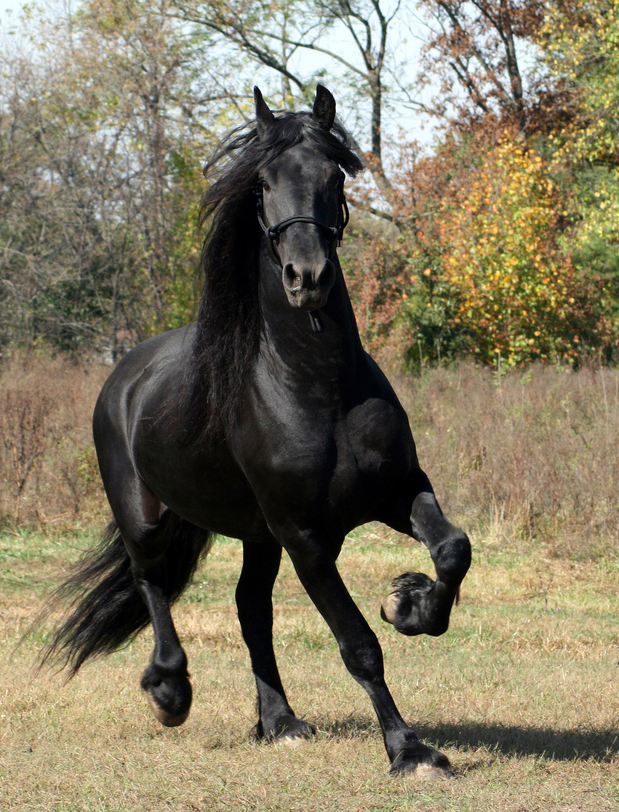

- الارتعاش.
- الذعر.
- خفقان القلب.
- الضيق في التنفس.
- الزيادة مفاجئة في معدل النبض.
- الغثيان.
- البكاء.

## الأسباب
بعض التجارب السلبية مع الخيول أثناء الطفولة، ربما يؤدي إلى ظهور مثل هذا الرهاب. ويمكن أن يحدث رهاب الخيول أيضًا بسبب السقوط من على الحصان. في كثير من الحالات، يبدأ الناس في تجنب الخيول، ويتطور الأمر تدريجيًا من الخوف، إلى رهاب خطير.
ويمكن أن يكون سبب الرهاب أيضًا الخوف البسيط من الحيوان نفسه. فحجم الحصان، ووزنه الضخم، وأسنانه الكبيرة، ربما تكون مصدر للخوف عند بعض الأشخاص، وخاصة الأطفال.
وهناك أيضًا الصور السلبية التي تبثها وسائل الإعلام عن الخيول والفحول، والتي قد تؤدي بدورها إلى زيادة مخاوف المرء من الخيول.

## العلاج

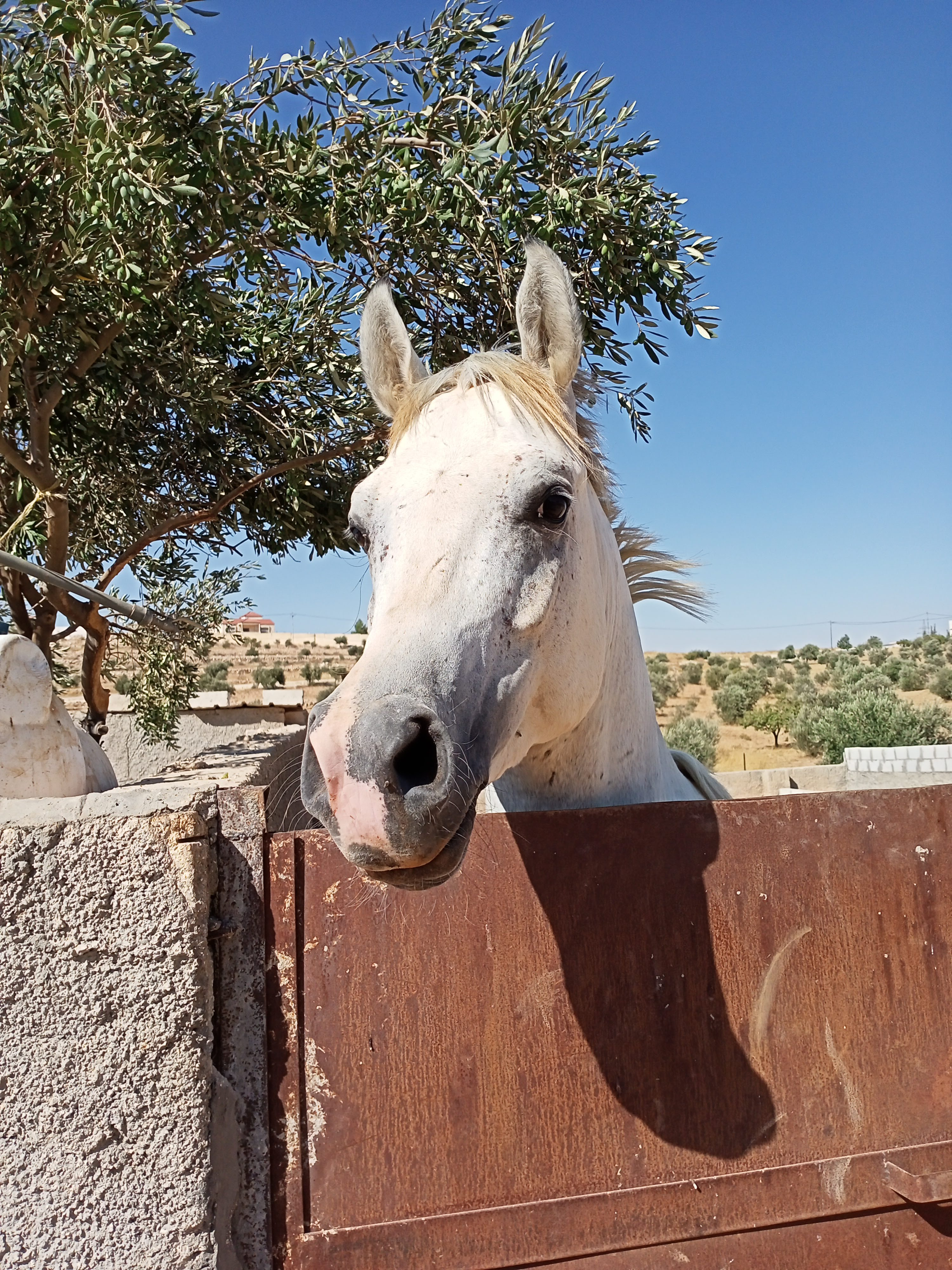

هناك العديد من خيارات العلاج للأشخاص الذين يعانون من هذا الرهاب. ويعد العلاج السلوكي المعرفي هو أحد أشكال العلاج للأشخاص الذين يعانون من بعض أنواع الرهاب. والذي يركز على مخاوف الإنسان، وسبب وجودها. ويحاول تغيير وتحدي العمليات الفكرية الكامنة وراء خوف الشخص. وقد أظهرت العديد من الدراسات أن هذه الطريقة فعالة في علاج الأشخاص الذين يعانون من رهاب الخيل.
وعملية إقناع المريض، أن الخيول لا تشكل تهديدًا طبيعيًا للإنسان، وأن البشر أنفسهم كانوا حيوانات مفترسة للخيول، ربما يساعد في عملية العلاج. فخلال العصر الحجري القديم، شكلت الخيول البرية مصدرًا مهمًا للغذاء بالنسبة للبشر. في العديد من أجزاء أوروبا، وقد استمر استهلاك لحوم الخيول طوال العصور الوسطى، وحتى العصر الحديث، على الرغم من الحظر البابوي على لحوم الخيول في عام 732.

## أبرز المصابين
- إريك بيري، لاعب كرة القدم الأمريكية [11][12]
- ديان كروغر، ممثلة ألمانية [13]
- كريستين ستيوارت، الممثلة الأمريكية [14]
- روبرت باتينسون، ممثل بريطاني [12]